# Schanz (Pass)
Die Schanz oder Schanze ist ein Mittelgebirgspass der Schwäbisch-Fränkischen Waldberge auf dem Gebiet der Gemeinde Fichtenberg im Landkreis Schwäbisch Hall im nordöstlichen Baden-Württemberg. Die Kreisgrenze zum Rems-Murr-Kreis liegt ca. 1 km westlich der Passhöhe.
Der Pass ist ein wichtiger Verkehrsweg aus dem mittleren Neckarraum ins nordöstliche Landesgebiet. Unter ihm liegt der Schanztunnel der Murrtalbahn, über ihn läuft die Landesstraße 1066 von der geraden Talachse aus oberer Murr, deren Zufluss Fornsbach und dem diesem wiederum zulaufenden Mahdbach an der Westseite hinüber ins Tal der Fichtenberger Rot an der Ostseite und setzt sich in ihm fort bis ins Kochertal. Beide Nachbartäler sind durch einen nur schmalen Bergrücken getrennt, auf dem am Pass der Mainhardter Wald im Nordwesten an den Kirnberger Wald im Südosten stößt.
Der nächste größere Talort im Westen ist das Murrhardter Dorf Fornsbach, dichter am westlichen Passfuß liegt der schon zu Fichtenberg gehörende Plapphof, von dem aus die Passstraße in einem weiten Bogen in offener Flur auf die Passhöhe ansteigt. Oben verläuft sie in einer künstlichen Scharte um den namengebenden Hochebenensporn Schanz(e) im Südosten herum; diesem gegenüber liegt der Harnersberg. Zu beiden Seiten hin gehen von der Passhöhe niederrangige Sträßchen ab, nach dem nahen Fichtenberger Weiler Vorderlangert auf der Hochebene im Süden und zum Oberroter Weiler Glashofen jenseits des Waldes auf dem Harnersberg auf der nördlichen. Die Talsteige im Osten fällt in geraderer Linie anfangs durch Wald bis nahe an den Dorfrand von Fichtenberg.
Weil die Talorte recht weit von den Fußpunkten der Steigen entfernt sind, fallen die auf deren Höhenlage bezogenen Steigungswerte recht niedrig aus. Die augenscheinlich steilsten Abschnitte liegen am Steigenbogen vom Plapphof auf die Passhöhe; auf dieser Strecke von etwa 1,4 km liegt der Höhenunterschied bei etwa 70 Metern, entsprechend einer mittleren Steigung von rund 5 %. An der Schanz gibt es zuweilen bei winterlicher Witterung Verkehrsbehinderungen.
Den Fuß des Bergrückens durchquert in selber Richtung der Schanztunnel der Murrtalbahn vom Murrtal ins untere Rot- und dann ins Kochertal.
Bis zum Ausbau der Landesstraße 1066 zu Anfang der 2010er Jahre führte diese durch den Fichtenberger Ortskern und querte dort zweimal über Bahnübergänge die Murrtalbahn, was regelmäßig zu großen Staus in Fichtenberg führte. Die Neutrasse bleibt dagegen durchgehend an der Südseite von Bahnstrecke und Fluss und meidet weitgehend bebautes Ortsgebiet; der nun wenig über dem Steigenfuß angebundene Abzweig ins obere Rottal (L 1050) nutzt eine neugebaute Bahnbrücke. 